# Église Saint-Étienne-du-Mont
De Église Saint-Étienne-du-Mont (Heilige-Stefanus-van-de-Bergkerk) is een katholieke kerk in de Franse hoofdstad Parijs, gesitueerd op de Montagne Sainte-Geneviève in het 5e arrondissement. Het gebouw staat vlak bij het Lycée Henri-IV en het Panthéon en is bekend voor de verering van de H. Geneviève, de beschermheilige van Parijs, en het sierlijke renaissancedoksaal uit het begin van de 16e eeuw. Ook beroemdheden als Racine en Pascal liggen er begraven.

## Geschiedenis
De Église Saint-Étienne-du-Mont kent haar oorsprong in de Sainte-Geneviève-abdij, waar de gelijknamige heilige in de 6e eeuw is begraven. De abdij was daarvoor gewijd geweest aan de maagd Maria en de apostel Johannes, en bleek te klein te zijn om alle gelovigen te kunnen herbergen. In 1222 gaf paus Honorius III toestemming tot de bouw van een zelfstandige kerk, die ditmaal gewijd zou worden aan de heilige Stefanus.

### Uitbreiding

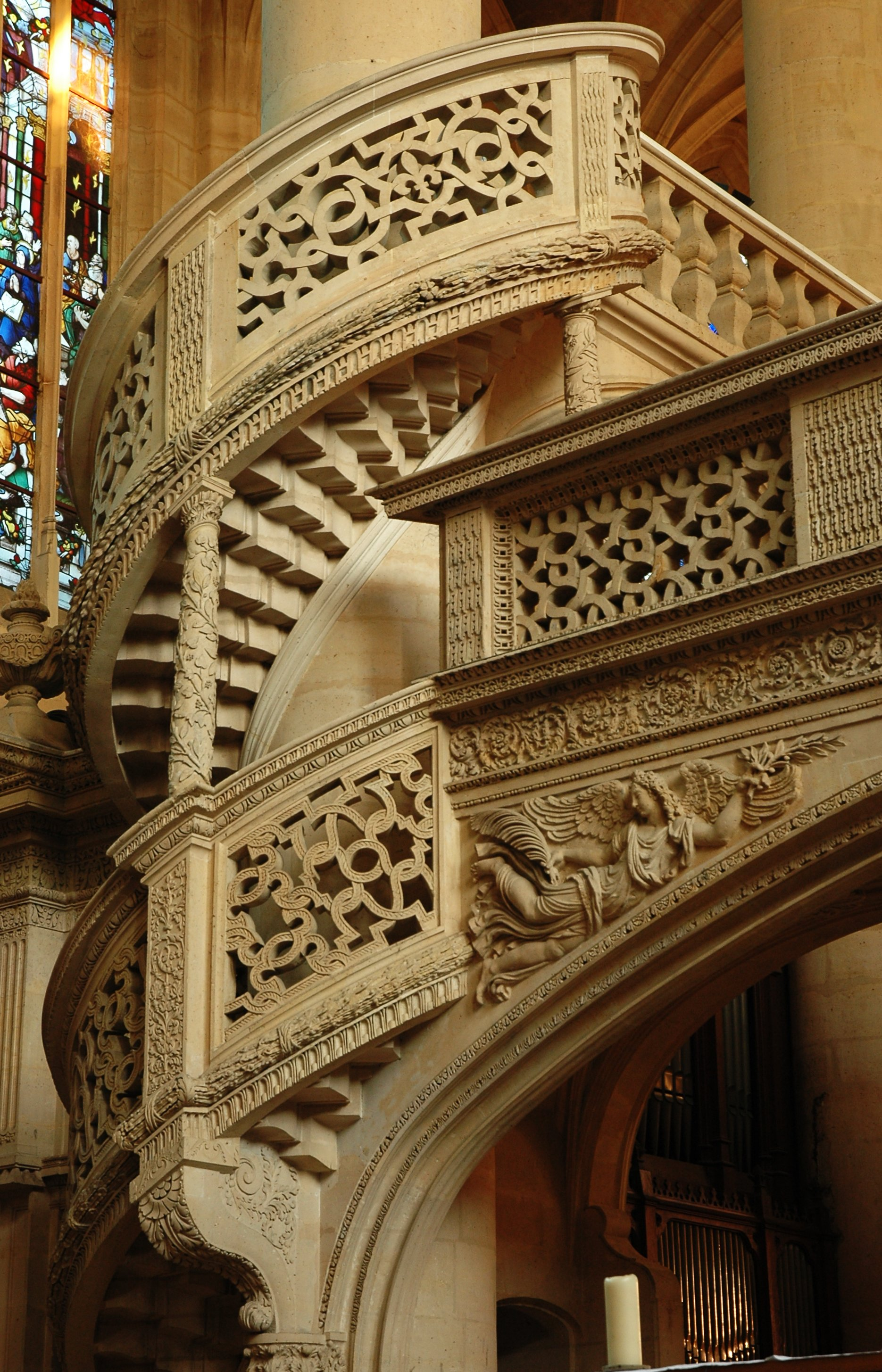
Detail van het doksaal

Al snel na de bouw werd het een populaire kerk onder de bewoners van de omringende wijken, en werd het gebouw druk bezocht door de gelovigen: Onder andere de Sorbonne en een groot aantal scholen lagen binnen de parochie. De kerk werd in 1328 vergroot, maar dit bleek niet genoeg: in de 15e eeuw moest de kerk compleet herbouwd worden. In 1492 schonken de genovefijnse monniken een deel van hun land voor de bouw van een nieuwe kerk. De bouw hiervan verliep in etappes, waardoor het huidige gebouw er enigszins vreemd uitziet. Onder leiding van de architect Étienne Viguier werden de apsis en de klokkentoren ontworpen in 1494; de eerste twee torens werden gebouwd in 1500. Het koor, gebouwd in een flamboyante gotische stijl, werd voltooid in 1537; het daaropvolgende jaar werd het dakgeraamte aangebracht. Het doksaal werd tussen 1530 en 1535 geconstrueerd. In 1541 zegende, Guy, bisschop van Mégare, de altaren van de kapellen van de apsis in. Datzelfde jaar liet de parochie de glas-in-loodramen en de standbeelden ontwerpen door Parijse ambachtslui. Het schip, gebouwd in renaissancestijl, werd pas bedekt in 1584. De eerste steen voor de façade werd in 1610 gelegd door Margaretha van Valois, die vervolgens 3000 boeken aan de kerk doneerde.
De Saint-Étienne werd op 25 februari 1626 ingewijd door Jean-François de Gondi, de eerste aartsbisschop van Parijs en oom van de kardinaal van Retz. De inrichting was echter nog niet af: in 1636 werden de grote orgels van Pierre le Pescheur geïnstalleerd, tegelijkertijd met de orgelkast van Jean Buron. In 1651 werd er een nieuwe kansel neergezet. Daarnaast kwamen er ruimtes voor de kosters en slaapkamers voor de priesters.

### Vanaf de 17e eeuw

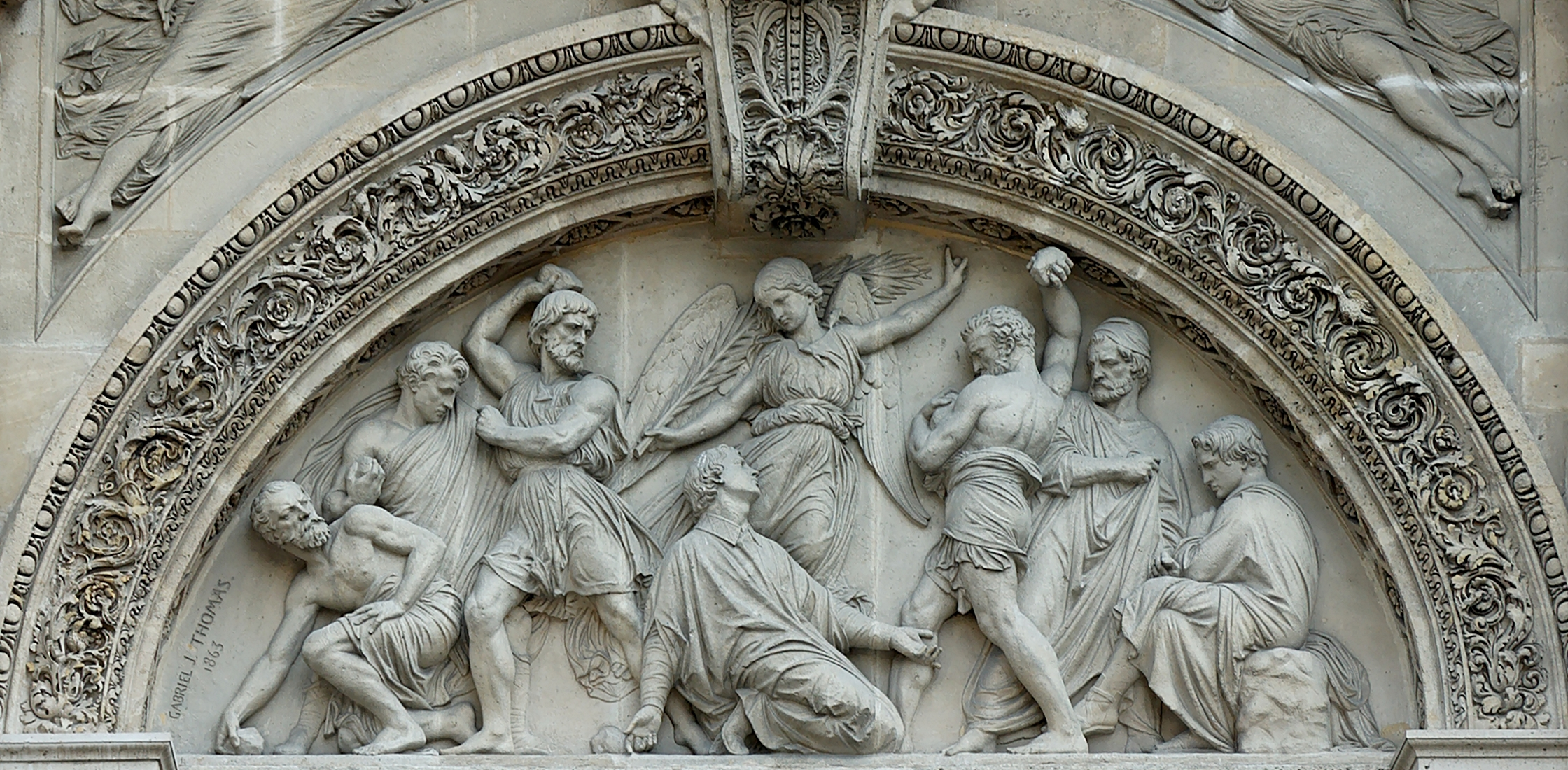
De marteling van Sint-Stefanus, door Gabriel-Jules Thomas (1863), op de geveldriehoek boven de hoofdingang

In de 17e en 18e eeuw genoot de Église Saint-Étienne-du-Mont veel aanzien. De kerk was het toneel van grote processies waar de reliekschijn van Sainte-Geneviève werd uitgeleend aan de Notre Dame, om daarna weer terug te worden gebracht. Ook het stoffelijk overschot van Pierre Perrault, de vader van Charles Perrault, de auteur van de Contes, de schilder Eustache Le Sueur en Pascal is er te vinden. De relieken van Jean Racine en Isaac Lemaistre de Sacy werden in 1711 door Port-Royal overgegeven aan de Saint-Étienne.
Tijdens de Franse Revolutie werd de kerk in eerste instantie gesloten, maar vervolgens omgebouwd tot een "Temple de la Piété filiale" (Tempel voor de liefde van kinderen jegens hun ouders). De kerk werd in 1801 weer in ere hersteld, dankzij het concordaat van 15 juli. Het daaropvolgende jaar werd de Saint-Étienne door de vernietiging van de abdijkerk van Sainte-Geneviève en de doorgang naar de Rue Clovis een autonoom gebouw. Tijdens het Tweede Keizerrijk werd de kerk gerestaureerd door Victor Baltard: de façade werd in ere hersteld, net zoals de door de revolutionairen verwoeste standbeelden.
Tijdens de 19e eeuw vonden er verschillende belangrijke gebeurtenissen plaats binnen de Saint-Étienne. Op 10 januari 1805 droeg paus Pius VII er de mis op. Op 3 januari 1857 werd monseigneur Sibour, op dat moment aartsbisschop van Parijs, in de kerk vermoord door de geschorste priester Jean-Louis Verger, een tegenstander van het dogma van de Onbevlekte Ontvangenis van Maria. Een bordje bij de ingang van het schip markeert de plaats waar de prelaat sneuvelde. De occultist Eliphas Lévi was indirect betrokken bij de moord, en schreef erover in een van zijn werken.
Op 23 augustus 1997 droeg paus Johannes-Paulus II in de kerk een mis op tijdens zijn bezoek aan Parijs, ter ere van de Wereld Jongeren Dagen.

## Kenmerken
Vandaag de dag staat de kerk bekend om de kromme lijnen van de middenbeuk naar de dwarsbeuk, het door Biart de Oudere in 1545 ontworpen doksaal van fijne steen, zijn door Laurent de La Hire ontworpen en gebeeldhouwde kansel en zijn orgelkast uit 1631 (de oudste van de stad). De kerk bevat ook de reliekschrijn waar tot 1793 de relieken van de heilige Genoveva te vinden waren - daarna zijn ze in het riool gegooid - en de grafkelders van Blaise de Vigenère, Blaise Pascal, Jean Racine en Monseigneur Sibour. Volgens Joris-Karl Huysmans is de Saint-Étienne-du Mont een van de mooiste kerken van Parijs, zoals beschreven in zijn boek En route (Op weg) (1895).

### Orgels
- 4 klavieren en pedaal ;
- 89 registers ;
- Elektrische tractuur van de klavieren en registers ;

De orgelkast, zoals zij er vandaag de dag staat, wordt beschouwd als een van de meesterwerken van Jean Buron, die de kast in 1630 bouwde. Het orgel zelf stamt uit 1634, en is gebouwd door Pierre Le Pescheur. Het raakte zwaar beschadigd als gevolg van een grote brand in 1760.
De huidige organisten zijn Vincent Warnier en Thierry Escaich. Ook de bekende componist Maurice Duruflé en zijn vrouw Marie-Madeleine Duruflé maakten gebruik van het orgel.

## Chronologie
- 6e eeuw - De eerste kapel wordt gebouwd op de crypte van de Sainte-Geneviève-abdij
- 13e eeuw - Er wordt een aparte kerk gebouwd aan de noordzijde van de kapel
- 1491 - Bouw van de toren
- 1537 - Bouw van het heiligdom
- 1545 - Bouw van de zuilengang
- 1580 - Bouw van de bogen van het middenschip en de dwarsschepen
- 1624 - Oprichting van de toren
- 1802 - Sloop van de kloosterkerk van de Sainte-Geneviève-abdij